# 아인하르트

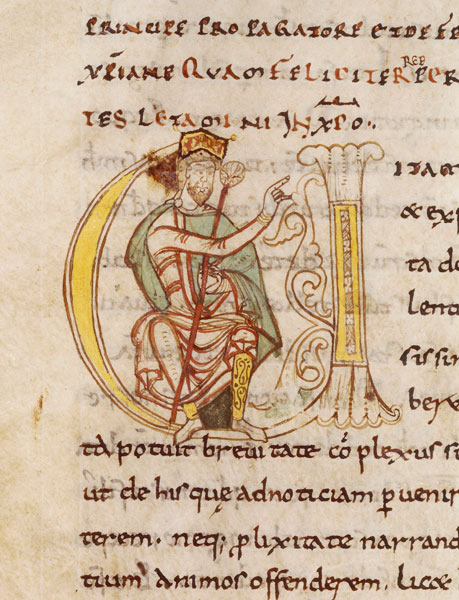
기록 상의 아인하르트

아인하르트(775년?~840년, Einhard 혹은 Eginhard, 또는 Einhart)는 중세 최초의 전기인 《위대한 카롤루스의 삶》(Vita Karoli Magni)과 《경건왕 루트비히》를 쓴 프랑크 왕국의 역사가다.

## 생애
프랑크 동부지역 마인 강 유역에 있는 마인가우의 귀족 가문에서 태어났다. 아홉 살 되던 해(779)에 프랑크 왕국에서 최고의 학문 중심지 중의 하나로 알려진 풀다 수도원학교에 들어가 그곳에서 초기 교육을 받았다. 그는 교육을 받기 시작하면서 타고난 재능을 발휘해 그 대수도원의 제2대 원장인 바우골프로부터 신임을 얻었다. 수도원 학교에서 충분한 기초 소양을 갖추자 그 수도원의 원장은 아인하르트가 샤를마뉴의 궁정학교로 갈 수 있도록 알선해 주었다.
수도원장의 소개로 아인하르트는 791년에 아헨에 있는 샤를마뉴의 궁정학교에 입학했다. 샤를마뉴는 치세 초기에 주변의 학자들을 모아 궁정학교를 설립한 후 영국에서 앨퀸이라는 유명한 고전 학자를 초빙해 교장 자리에 앉혔다. 아인하르트는 궁정학교에 들어가서도 학문적인 재능을 발휘해 곧 앨퀸과 샤를마뉴의 눈에 띄게 되었다. 그는 문학 분야에서는 물론이고, 건축, 미술, 기술 분야에서까지도 재능을 발휘했다. 곧 샤를마뉴의 신임을 받아 왕의 친구이자 고문으로서의 역할을 담당했다. 샤를마뉴가 그에게 사생활에 대한 비밀까지도 허심탄회하게 토로할 정도로 둘은 가까운 사이를 유지했다.
샤를마뉴가 사망한 뒤에 아인하르트는 다시 샤를마뉴의 아들 루이 경건왕에게서도 깊은 총애를 받았다. 그는 루이 치하인 814년부터 830년까지 카롤링거제국의 고위직을 두루 담당했다.
그의 저서로는 ≪샤를마뉴의 생애≫ 외에도 71편의 서한들을 모아 놓은 ≪아인하르트의 서한들(Einharti Epistolae)≫이 있고, 종교 관련 저술로 ≪성 마르켈리누스와 베드로의 유해 이송과 기적들(De translatione et miraculis sanctorum suorum Marcellini et Petri)≫, ≪순교자 마르켈리누스와 베드로의 수난(Passio martyrum Marcellini et Petri)≫, ≪십자가 숭배에 관한 소책자(Libellus de adoranda Cruce)≫ 등이 있다.

## 같이 보기
- 프랑크인 열왕편년사